# Soyuz B
A Soyuz B (Soyuz 9K), foi um dos projetos apresentados por Sergei Korolev como parte do Complexo Lunar (Soyuz A-B-V) em 1962.
Esse componente do complexo, era uma espécie de "rebocador espacial", basicamente um motor com sistema de acoplamento. a sua ideia, era se acoplar a uma outra espaçonave, e conduzi-la a uma nova órbita ou a uma injeção de rota interplanetária.
A sua finalidade no Complexo Lunar era justamente conduzir a Soyuz A em uma trajetória de injeção translunar.
Todos os componentes desse "Complexo" seriam conduzidos a órbita terrestre por foguetes descendentes do confiável R-7, 
para então efetuarem os acoplamentos, e transferências de tripulação, combustível e demais itens de suprimento.